# Сергеј Соколов
Сергеј Леонидович Соколов (рус. Серге́й Леони́дович Соколо́в; Јевпаторија, 1. јул 1911 — Москва, 31. август 2012) био је маршал Совјетског Савеза и министар одбране Совјетског Савеза.

## Биографија
Соколов је служио у бици на језеру Хасан током Совјетско-јапанских граничних ратова као и на Источном фронту током Другог светског рата.
Био је командир Лењинградског војног округа од 1965. до 1984. и први заменик министра одбране од 1967. до 1984.
Соколов је унапређен у Маршала Совјетског Савеза 1978. Командовао је совјетским копненим снагама током Инвазије на Авганистан. Лично је предводио главни продор совјетске копнене војске 27. децембра 1979. Његове акције и стратешка команда током рата су га учиниле једним од најпоштованијих маршала Совјетског Савеза. 28. априла 1980. му је додељена титула Хероја Совјетског Савеза.
Соколов је постављен за Министра одбране Совјетског Савеза 1984, и на тој дужности је био до 1987. када га је Михаил Горбачов сменио након скандала који је произвео Матијас Руст. Такође је био кандидат за члана (без права гласа) Политбироа Комунистичке партије Совјетског Савеза од 1985. до 1987.
Соколов је био саветник министра одбране Руске Федерације од 1992. У јулу 2001. је постао почасни грађанин Крима, Украјина.
Сергеј Соколов је био 2012. најстарији живи совјетски маршал. Кад је прослављао свој стоти рођендан је изјавио „Престиж војне службе ће повратити значај који је некад имао.“